# Pereskiopsis blakeana
Pereskiopsis blakeana là một loài thực vật có hoa trong họ Cactaceae. Loài này được J.G.Ortega mô tả khoa học đầu tiên năm 1929.